# Роксана Думітреску
Роксана Думітреску (рум. Roxana Dumitrescu, нар. 27 червня 1967) — румунська фехтувальниця на рапірах, бронзова призерка Олімпійських ігор 1992 року.

## Виступи на Олімпіадах
| Олімпіада      | Дисципліна      | Місце |
| -------------- | --------------- | ----- |
| Барселона 1992 | командна рапіра | 3     |